# Andreas Ballnus
Andreas Johannes Ballnus (* 24. Februar 1979 in Leverkusen) ist ein deutscher Gitarrist.
Internationale Bekanntheit erreichte Andreas Ballnus als Gitarrist von Ex-Iron-Maiden-Sänger Paul Di’Anno.
Zahlreiche Touren durch Europa, darunter u. a. Deutschland, Holland, Belgien aber auch Russland standen in den letzten Jahren auf dem Programm.
Neben seinem Engagement bei Paul Di’Anno machte er unlängst als Gitarrist von Agrypnie auf sich aufmerksam, die sich vor allem auf dem Summer Breeze einen Namen machen konnten. Im Jahr 2009 verließ er allerdings die Band, um sich auf sein eigenes Projekt Philosophobia zu konzentrieren. Philosophobia ist ein über Jahre entstandenes Konzeptalbum aus dem Bereich Progressive Metal und besteht neben Andreas Ballnus u. a. aus Alexander Landenburg (Axxis, Mekong Delta) und Domenik Papaemmanouil (Wastefall). Laut Andreas Ballnus handelt es sich bei Philosophobia um einen lange gehegten Wunsch, der thematisch zu persönlich sei, die Handlung des Konzepts preiszugeben und dem Hörer so eigene Interpretationen vorwegzunehmen.
Im Verlauf der letzten Jahre konnte er sich im Bereich der Studio- und Live-Musik etablieren und ist so auf diversen Alben und Singles zu hören (u. a. Gitarrist bei Ego Integrity, Gastgitarrist bei Revolving Door oder als Hauptsongwriter bei Betty True).
Ferner hat er Theatermusik für die Produktionen Weird Systers, der Terry-Pratchett-Bühnenadaption des Matchbox Theaters Leverkusen, sowie für rausgemobbt.de des Comic On! Theaters geschrieben bzw. produziert.